# Liste der Mitglieder des Verfassungsgerichtshofs für das Land Baden-Württemberg
Der Verfassungsgerichtshof für das Land Baden-Württemberg (bis 2015 Staatsgerichtshof für das Land Baden-Württemberg) besteht aus:
- 3 Berufsrichtern, wovon einer zum Präsidenten ernannt wird und einer zum Ständigen Vertreter des Präsidenten
- 3 Mitgliedern mit Befähigung zum Richteramt
- 3 Mitgliedern ohne Befähigung zum Richteramt
- für jeden der neun Richter wird zusätzlich jeweils ein Stellvertreter benannt

Die Wahl der Mitglieder des Verfassungsgerichtshofs/Staatsgerichtshofs wird im Landtag Baden-Württemberg durchgeführt. Alle drei Jahre wird jeweils ein Berufsrichter, ein Mitglied mit Befähigung zum Richteramt und ein Mitglied ohne Befähigung zum Richteramt und deren Stellvertreter gewählt. Falls ein Mitglied sein Ehrenamt vor Ende der neunjährigen Wahlperiode beendet, wird ein Nachfolger bis zum Ende der Wahlperiode gewählt.
Die erste Wahl fand am 22. Juni 1955 statt. An diesem Termin wurden je drei Mitglieder der verschiedenen Gruppen und ihre Stellvertreter gewählt. Per Los wurde anschließend entschieden, welches Mitglied der jeweiligen Gruppe für neun, sechs und drei Jahre im Amt ist.

## Präsidenten
Bisher hat der Landtag von Baden-Württemberg folgende Präsidenten in den Verfassungsgerichtshof/Staatsgerichtshof für das Land Baden-Württemberg wählt:
| Name             | Wahl zum Präsidenten | Wahl zum Präsidenten | Wahl zum Präsidenten | Amtszeit | Amtszeit | Amtszeit                        | Q                    |
| Name             | am …                 | Ja-Stimmen           | Abgegebene Stimmen   | Beginn   | Ende     | Bemerkung                       | Q                    |
| ---------------- | -------------------- | -------------------- | -------------------- | -------- | -------- | ------------------------------- | -------------------- |
| Walther Koransky | 22. Juni 1955        | 64                   | 85                   | 1955     | 1958     |                                 | [ 2 ]                |
| Hans Neidhard    | 4. Juni 1958         | 92                   | 104                  | 1958     | 1964     |                                 | [ 4 ]                |
| Hans Anschütz    | 16. Juli 1964        | 86                   | 92                   | 1964     | 1970     |                                 | [ 5 ]                |
| Walter Hailer    | 18. Juni 1970        | 84                   | 93                   | 1970     | 1976     |                                 | [ 6 ]                |
| Peter Rößler     | 24. Juni 1976        | 86                   | 86                   | 1976     | 1979     |                                 | [ 7 ]                |
| Helmut Horn      | 19. Juli 1979        | 102                  | 107                  | 1979     | 1983     | verstorben am 6. September 1983 | [ 8 ]                |
| Karlheinz Keller | 9. November 1983     | 75                   | 77                   | 1983     | 1988     |                                 | [ 9 ]                |
| Helmut Fuchs     | 19. Oktober 1988     | 73                   | 77                   | 1988     | 1991     |                                 | [ 10 ]               |
| Lothar Freund    | 4. Juli 1991         | 88                   | 91                   | 1991     | 2002     | Wiederwahl am 16. Juni 1994     | [ 11 ] [ 12 ] [ 13 ] |
| Eberhard Stilz   | 16. Oktober 2002     | 111                  | 111                  | 2002     | 2018     | Wiederwahl am 17. Juni 2009     | [ 12 ] [ 14 ] [ 15 ] |
| Malte Graßhof    | 6. Juni 2018         | 123                  | 130                  | 2018     | 2027     |                                 | [ 14 ]               |

## Ständige Stellvertreter des Präsidenten
Bisher hat der Landtag von Baden-Württemberg folgende Ständige Stellvertreter des Präsidenten in den Verfassungsgerichtshof/Staatsgerichtshof für das Land Baden-Württemberg gewählt:
| Name                   | Wahl zum Ständigen Stellvertreter des Präsidenten | Wahl zum Ständigen Stellvertreter des Präsidenten | Wahl zum Ständigen Stellvertreter des Präsidenten | Amtszeit | Amtszeit | Amtszeit                                                       | Q             |
| Name                   | am …                                              | Ja-Stimmen                                        | Abgegebene Stimmen                                | Beginn   | Ende     | Bemerkung                                                      | Q             |
| ---------------------- | ------------------------------------------------- | ------------------------------------------------- | ------------------------------------------------- | -------- | -------- | -------------------------------------------------------------- | ------------- |
| Hans Neidhard          | 22. Juni 1955                                     | 66                                                | 85                                                | 1955     | 1958     | 4. Juni 1958 Wahl zum Präsidenten                              | [ 2 ]         |
| Hans Anschütz          | 4. Juni 1958                                      | 88                                                | 104                                               | 1958     | 1964     | Wiederwahl am 19. Mai 1961 16. Juli 1964 Wahl zum Präsidenten  | [ 4 ]         |
| Karl Walter            | 16. Juli 1964                                     | 86                                                | 92                                                | 1964     | 1964     |                                                                | [ 5 ]         |
| Walter Hailer          | 17. Dezember 1964                                 | 77                                                | 105                                               | 1964     | 1970     | Wiederwahl am 22. Juni 1967 18. Juni 1970 Wahl zum Präsidenten | [ 16 ] [ 17 ] |
| Karl Henn              | 18. Juni 1970                                     | 77                                                | 85                                                | 1970     | 1975     |                                                                | [ 6 ]         |
| Peter Rößler           | 24. Januar 1975                                   | 77                                                | 78                                                | 1975     | 1976     | 24. Juni 1976 Wahl zum Präsidenten                             | [ 18 ] [ 7 ]  |
| Helmut Horn            | 24. Juni 1976                                     | 85                                                | 86                                                | 1976     | 1979     |                                                                | [ 7 ]         |
| Karlheinz Keller       | 19. Juli 1979                                     | 77                                                | 107                                               | 1979     | 1983     | verstorben am 6. September 1983                                | [ 8 ]         |
| Helmut Fuchs           | 9. November 1983                                  | 74                                                | 77                                                | 1983     | 1988     |                                                                | [ 9 ]         |
| Lothar Freund          | 10. Oktober 1988                                  | 101                                               | 107                                               | 1988     | 1991     | 4. Juli 1991 Wahl zum Präsidenten                              | [ 10 ] [ 11 ] |
| Karlmann Geiß          | 4. Juli 1991                                      | 85                                                | 91                                                | 1991     | 1996     |                                                                | [ 11 ]        |
| Heinz Jordan           | 17. Oktober 1996                                  | 109                                               | 124                                               | 1996     | 2000     |                                                                | [ 19 ]        |
| Hans Georgii           | 29. Juni 2000                                     | 88                                                | 105                                               | 2000     | 2006     |                                                                | [ 20 ]        |
| Franz-Christian Mattes | 26. Juli 2006                                     | 119                                               | 123                                               | 2006     | 2024     | Wiederwahl am 8. Juli 2015                                     | [ 21 ]        |
| Daniel O’Sullivan      | 18. Juli 2024                                     | 125                                               | 141                                               | 2024     |          |                                                                |               |

## Mitglieder
Bisher hat der Landtag von Baden-Württemberg folgende Mitglieder in den Verfassungsgerichtshof/Staatsgerichtshof für das Land Baden-Württemberg gewählt:
| Wahlperiode | Gruppe                                  | Name                     | Wahl zum Richter  | Wahl zum Richter | Wahl zum Richter   | Bemerkung | Q                    |
| Wahlperiode | Gruppe                                  | Name                     | am …              | Ja-Stimmen       | Abgegebene Stimmen | Bemerkung | Q                    |
| ----------- | --------------------------------------- | ------------------------ | ----------------- | ---------------- | ------------------ | --- | -------------------- |
| 1955–1958   | Berufsrichter                           | Walther Koransky         | 22. Juni 1955     | 70               | 80                 | 22. Juni 1955 Wahl zum Präsidenten | [ 2 ]                |
| 1955–1958   | Mitglied mit Befähigung zum Richteramt  | Josef Beyerle            | 22. Juni 1955     | 72               | 83                 | | [ 2 ]                |
| 1955–1958   | Mitglied ohne Befähigung zum Richteramt | Theodor Eschenburg       | 22. Juni 1955     | 70               | 86                 | | [ 2 ]                |
| 1955–1961   | Berufsrichter                           | Hans Anschütz            | 22. Juni 1955     | 71               | 80                 | 4. Juni 1958 Wahl zum Ständigen Stellvertreter des Präsidenten | [ 2 ]                |
| 1955–1961   | Mitglied mit Befähigung zum Richteramt  | Hermann Kessler          | 22. Juni 1955     | 69               | 83                 | | [ 2 ]                |
| 1955–1961   | Mitglied ohne Befähigung zum Richteramt | Max Ehrhardt             | 22. Juni 1955     | 67               | 86                 | | [ 2 ]                |
| 1955–1964   | Berufsrichter                           | Hans Neidhard            | 22. Juni 1955     | 72               | 80                 | 22. Juni 1955 Wahl zum Ständigen Stellvertreter des Präsidenten 4. Juni 1958 Wahl zum Präsidenten                                                                  | [ 2 ]                |
| 1955–1964   | Mitglied mit Befähigung zum Richteramt  | Theodor Pfizer           | 22. Juni 1955     | 72               | 83                 | | [ 2 ]                |
| 1955–1964   | Mitglied ohne Befähigung zum Richteramt | Hermann Linnemann        | 22. Juni 1955     | 69               | 86                 | | [ 2 ]                |
| 1958–1967   | Berufsrichter                           | Karl Walter              | 4. Juni 1958      | 91               | 104                | 16. Juli 1964 Wahl zum Ständigen Stellvertreter des Präsidenten vorzeitiger Rücktritt im Herbst 1964                                                               | [ 4 ]                |
| 1958–1967   | Berufsrichter                           | Walter Hailer            | 17. Dezember 1964 | 80               | 105                | | [ 3 ] [ 16 ]         |
| 1958–1967   | Mitglied mit Befähigung zum Richteramt  | Otto Bachof              | 4. Juni 1958      | 86               | 104                | | [ 4 ]                |
| 1958–1967   | Mitglied ohne Befähigung zum Richteramt | Theodor Eschenburg       | 4. Juni 1958      | 88               | 104                | | [ 4 ]                |
| 1961–1970   | Berufsrichter                           | Hans Anschütz            | 19. Mai 1961      | 61               | 65                 | Wiederwahl Wiederwahl zum Ständigen Stellvertreter des Präsidenten 16. Juli 1964 Wahl zum Präsidenten                                                              | [ 23 ]               |
| 1961–1970   | Mitglied mit Befähigung zum Richteramt  | Hermann Kessler          | 19. Mai 1961      | 57               | 62                 | Wiederwahl vorzeitiger Rücktritt zum 21. Oktober 1965 | [ 23 ] [ 24 ]        |
| 1961–1970   | Mitglied mit Befähigung zum Richteramt  | Otfried Sander           | 21. Oktober 1965  | 65               | 67                 | | [ 24 ]               |
| 1961–1970   | Mitglied ohne Befähigung zum Richteramt | Max Ehrhardt             | 19. Mai 1961      | 64               | 66                 | Wiederwahl verstorben am 11. September 1968 | [ 23 ]               |
| 1961–1970   | Mitglied ohne Befähigung zum Richteramt | Dieter Roser             | 27. Februar 1969  | 62               | 77                 | | [ 25 ]               |
| 1964–1973   | Berufsrichter                           | Karl Maier               | 16. Juli 1964     | 88               | 91                 | | [ 5 ]                |
| 1964–1973   | Mitglied mit Befähigung zum Richteramt  | Theodor Pfizer           | 16. Juli 1964     | 90               | 93                 | Wiederwahl | [ 5 ]                |
| 1964–1973   | Mitglied ohne Befähigung zum Richteramt | Alfred Neff              | 16. Juli 1964     | 90               | 91                 | vorzeitiger Rücktritt zum 31. Juli 1970 | [ 5 ]                |
| 1964–1973   | Mitglied ohne Befähigung zum Richteramt | Günther Klotz            | 29. Oktober 1970  | 60               | 99                 | verstorben am 7. April 1972 | [ 26 ]               |
| 1964–1973   | Mitglied ohne Befähigung zum Richteramt | Karl Schwab              | 13. Juli 1972     | 65               | 98                 | | [ 27 ]               |
| 1967–1976   | Berufsrichter                           | Walter Hailer            | 22. Juni 1967     | 70               | 71                 | Wiederwahl 22. Juni 1967 Wiederwahl zum Ständigen Stellvertreter des Präsidenten 18. Juni 1970 Wahl zum Präsidenten                                                | [ 17 ]               |
| 1967–1976   | Mitglied mit Befähigung zum Richteramt  | Otto Bachof              | 22. Juni 1967     | 70               | 71                 | Wiederwahl | [ 17 ]               |
| 1967–1976   | Mitglied ohne Befähigung zum Richteramt | Theodor Eschenburg       | 22. Juni 1967     | 66               | 71                 | Wiederwahl | [ 17 ]               |
| 1970–1979   | Berufsrichter                           | Karl Henn                | 18. Juni 1970     | 77               | 85                 | Wahl zum Ständigen Stellvertreter des Präsidenten vorzeitiger Rücktritt zum 13. November 1974                                                                      | [ 6 ] [ 18 ]         |
| 1970–1979   | Berufsrichter                           | Peter Rößler             | 24. Januar 1975   | 69               | 70                 | Wechsel aus der Gruppe der stellvertretenden Berufsrichter Wahl zum Ständigen Stellvertreter des Präsidenten 24. Juni 1976 Wahl zum Präsidenten                    | [ 18 ] [ 7 ]         |
| 1970–1979   | Mitglied mit Befähigung zum Richteramt  | Otfried Sander           | 18. Juni 1970     | 75               | 85                 | Wiederwahl | [ 6 ]                |
| 1970–1979   | Mitglied ohne Befähigung zum Richteramt | Dieter Roser             | 18. Juni 1970     | 77               | 89                 | verstorben am 9. Dezember 1975 | [ 6 ] [ 28 ]         |
| 1970–1979   | Mitglied ohne Befähigung zum Richteramt | Gisela Freudenberg       | 30. Januar 1976   | 56               | 83                 | | [ 28 ]               |
| 1973–1982   | Berufsrichter                           | Karl Maier               | 28. Juni 1973     | 94               | 95                 | Wiederwahl | [ 29 ]               |
| 1973–1982   | Mitglied mit Befähigung zum Richteramt  | Franz Gog                | 28. Juni 1973     | 55               | 103                | verstorben am 10. Juni 1980 | [ 29 ] [ 30 ]        |
| 1973–1982   | Mitglied mit Befähigung zum Richteramt  | Karl Schiess             | 17. Juli 1980     | 74               | 88                 | | [ 30 ]               |
| 1973–1982   | Mitglied ohne Befähigung zum Richteramt | Karl Schwab              | 28. Juni 1973     | 78               | 101                | vorzeitiger Rücktritt zum 6. Dezember 1974 | [ 29 ] [ 18 ]        |
| 1973–1982   | Mitglied ohne Befähigung zum Richteramt | Franz Steinkühler        | 24. Januar 1975   | 72               | 77                 | | [ 18 ]               |
| 1976–1985   | Berufsrichter                           | Helmut Horn              | 24. Juni 1976     | 106              | 108                | Wahl zum Ständigen Stellvertreter des Präsidenten 19. Juli 1979 Wahl zum Präsidenten verstorben am 6. September 1983                                               | [ 7 ]                |
| 1976–1985   | Berufsrichter                           | Lothar Freund            | 9. November 1983  | 74               | 78                 | | [ 9 ]                |
| 1976–1985   | Mitglied mit Befähigung zum Richteramt  | Otto Bachof              | 24. Juni 1976     | 86               | 89                 | Zweite Wiederwahl | [ 7 ]                |
| 1976–1985   | Mitglied ohne Befähigung zum Richteramt | Johann Peter Brandenburg | 24. Juni 1976     | 85               | 89                 | verstorben am 3. März 1977 | [ 7 ]                |
| 1976–1985   | Mitglied ohne Befähigung zum Richteramt | Wilhelm Hofmann          | 22. April 1977    | 57               | 64                 | | [ 31 ]               |
| 1979–1988   | Berufsrichter                           | Karlheinz Keller         | 19. Juli 1979     | 102              | 106                | | [ 8 ]                |
| 1979–1988   | Mitglied mit Befähigung zum Richteramt  | Otfried Sander           | 19. Juli 1979     | 98               | 107                | Zweite Wiederwahl | [ 8 ]                |
| 1979–1988   | Mitglied ohne Befähigung zum Richteramt | Gisela Freudenberg       | 19. Juli 1979     | 81               | 107                | Wiederwahl | [ 8 ]                |
| 1982–1991   | Berufsrichter                           | Helmut Fuchs             | 26. Mai 1982      | 84               | 92                 | 9. November 1983 Wahl zum Ständigen Stellvertreter des Präsidenten 19. Oktober 1988 Wahl zum Präsidenten                                                           | [ 32 ] [ 9 ] [ 10 ]  |
| 1982–1991   | Mitglied mit Befähigung zum Richteramt  | Karl Schiess             | 26. Mai 1982      | 87               | 92                 | Wiederwahl | [ 32 ]               |
| 1982–1991   | Mitglied ohne Befähigung zum Richteramt | Franz Steinkühler        | 26. Mai 1982      | 74               | 92                 | Wiederwahl | [ 32 ]               |
| 1985–1994   | Berufsrichter                           | Lothar Freund            | 10. Juli 1985     | 107              | 111                | Wiederwahl 19. Oktober 1988 Wahl zum Ständigen Stellvertreter des Präsidenten 4. Juli 1991 Wahl zum Präsidenten                                                    | [ 33 ] [ 10 ] [ 11 ] |
| 1985–1994   | Mitglied mit Befähigung zum Richteramt  | Thomas Oppermann         | 10. Juli 1985     | 109              | 111                | Wechsel aus der Gruppe der Stellvertretenden Mitglieder mit Befähigung zum Richteramt                                                                              | [ 33 ]               |
| 1985–1994   | Mitglied ohne Befähigung zum Richteramt | Sigrun Löwisch           | 10. Juli 1985     | 108              | 111                | Wechsel aus der Gruppe der Stellvertretenden Mitglieder ohne Befähigung zum Richteramt vorzeitiges Ausscheiden am 21. Oktober 1991 wegen Einzug in den Bundestag   | [ 33 ]               |
| 1985–1994   | Mitglied ohne Befähigung zum Richteramt | Renate Heinisch          | 12. Dezember 1991 | 47               | 65                 | | [ 34 ]               |
| 1988–1997   | Berufsrichter                           | Karlmann Geiß            | 19. Oktober 1988  | 100              | 109                | Wechsel aus der Gruppe der Stellvertretenden Berufsrichter 4. Juni 1991 Wahl zum Ständigen Stellvertreter des Präsidenten vorzeitiger Rücktritt zum 1. August 1996 | [ 10 ]               |
| 1988–1997   | Berufsrichter                           | Hans Georgii             | 17. Oktober 1996  | 105              | 126                | | [ 19 ]               |
| 1988–1997   | Mitglied mit Befähigung zum Richteramt  | Rudolf Schieler          | 19. Oktober 1988  | 102              | 110                | Wechsel aus der Gruppe der Stellvertretenden Mitglieder mit Befähigung zum Richteramt                                                                              | [ 10 ]               |
| 1988–1997   | Mitglied ohne Befähigung zum Richteramt | Wolfgang Jäger           | 19. Oktober 1988  | 102              | 110                | | [ 10 ]               |
| 1991–2000   | Berufsrichter                           | Heinz Jordan             | 4. Juli 1991      | 90               | 93                 | Wechsel aus der Gruppe der Stellvertretenden Berufsrichter 17. Oktober 1996 Wahl zum Ständigen Stellvertreter des Präsidenten                                      | [ 11 ] [ 19 ]        |
| 1991–2000   | Mitglied mit Befähigung zum Richteramt  | Karl Schiess             | 4. Juli 1991      | 85               | 93                 | Zweite Wiederwahl vorzeitiger Rücktritt zum 30. November 1997 | [ 11 ]               |
| 1991–2000   | Mitglied mit Befähigung zum Richteramt  | Martin Dietrich          | 17. Dezember 1997 | 103              | 126                | Wechsel aus der Gruppe der Stellvertretenden Mitglieder mit Befähigung zum Richteramt                                                                              | [ 35 ]               |
| 1991–2000   | Mitglied ohne Befähigung zum Richteramt | Monika Wulf-Mathies      | 4. Juli 1991      | 71               | 93                 | vorzeitiger Rücktritt zum 31. Dezember 1994 wegen Berufung zur EU-Kommissarin                                                                                      | [ 11 ] [ 36 ]        |
| 1991–2000   | Mitglied ohne Befähigung zum Richteramt | Sybille Stamm            | 23. März 1995     | 91               | 119                | | [ 36 ]               |
| 1994–2003   | Berufsrichter                           | Lothar Freund            | 16. Juni 1994     | 109              | 110                | Zweite Wiederwahl vorzeitiger Rücktritt im Oktober 2002 | [ 13 ]               |
| 1994–2003   | Berufsrichter                           | Hans Strauß              | 16. Oktober 2002  | 109              | 110                | | [ 12 ]               |
| 1994–2003   | Mitglied mit Befähigung zum Richteramt  | Thomas Oppermann         | 16. Juni 1994     | 84               | 110                | Wiederwahl | [ 13 ]               |
| 1994–2003   | Mitglied ohne Befähigung zum Richteramt | Ingrid Blank             | 16. Juni 1994     | 104              | 109                | vorzeitiger Ausscheiden am 24. April 1995 wegen Einzug in den Landtag von Baden-Württemberg                                                                        | [ 13 ]               |
| 1994–2003   | Mitglied ohne Befähigung zum Richteramt | Ute Prechtl              | 20. Juli 1995     | 68               | 90                 | | [ 37 ]               |
| 1997–2006   | Berufsrichter                           | Hans Georgii             | 16. Juli 1997     | 105              | 105                | Wiederwahl 29. Juni 2000 Wahl zum Ständigen Stellvertreter des Präsidenten                                                                                         | [ 38 ]               |
| 1997–2006   | Mitglied mit Befähigung zum Richteramt  | Rudolf Schieler          | 16. Juli 1997     | 117              | 123                | Wiederwahl vorzeitiger Rücktritt zum 31. Mai 2004 | [ 38 ] [ 39 ]        |
| 1997–2006   | Mitglied mit Befähigung zum Richteramt  | Joachim von Bargen       | 6. Mai 2004       | 87               | 87                 | | [ 39 ]               |
| 1997–2006   | Mitglied ohne Befähigung zum Richteramt | Wolfgang Jäger           | 16. Juli 1997     | 115              | 118                | Wiederwahl | [ 38 ]               |
| 2000–2009   | Berufsrichter                           | Eberhard Stilz           | 29. Juni 2000     | 97               | 107                | 16. Oktober 2002 Wahl zum Präsidenten | [ 20 ]               |
| 2000–2009   | Mitglied mit Befähigung zum Richteramt  | Peter Mailänder          | 29. Juni 2000     | 89               | 107                | | [ 20 ]               |
| 2000–2009   | Mitglied ohne Befähigung zum Richteramt | Sybille Stamm            | 29. Juni 2000     | 83               | 107                | Wiederwahl vorzeitiger Rücktritt zum 31. Dezember 2007 | [ 20 ] [ 40 ]        |
| 2000–2009   | Mitglied ohne Befähigung zum Richteramt | Leni Breymaier           | 19. Dezember 2007 | 93               | 104                | | [ 40 ]               |
| 2003–2012   | Berufsrichter                           | Hans Strauß              | 25. Juni 2003     | 88               | 93                 | Wiederwahl | [ 41 ]               |
| 2003–2012   | Mitglied mit Befähigung zum Richteramt  | Ferdinand Kirchhof       | 25. Juni 2003     | 88               | 93                 | vorzeitiger Rücktritt zum 31. August 2007 | [ 41 ]               |
| 2003–2012   | Mitglied mit Befähigung zum Richteramt  | Hermann Reichold         | 11. Oktober 2007  | 99               | 100                | | [ 42 ]               |
| 2003–2012   | Mitglied ohne Befähigung zum Richteramt | Ute Prechtl              | 25. Juni 2003     | 89               | 93                 | Wiederwahl | [ 41 ]               |
| 2006–2015   | Berufsrichter                           | Franz-Christian Mattes   | 26. Juli 2006     | 119              | 123                | Wechsel aus der Gruppe der Stellvertretenden Mitglieder mit Befähigung zum Richteramt Wahl zum Ständigen Stellvertreter des Präsidenten                            | [ 21 ]               |
| 2006–2015   | Mitglied mit Befähigung zum Richteramt  | Joachim von Bargen       | 26. Juli 2006     | 115              | 124                | Wiederwahl | [ 21 ]               |
| 2006–2015   | Mitglied ohne Befähigung zum Richteramt | Wolfgang Jäger           | 26. Juli 2006     | 120              | 122                | Zweite Wiederwahl | [ 21 ]               |
| 2009–2018   | Berufsrichter                           | Eberhard Stilz           | 17. Juni 2009     | 108              | 117                | Wiederwahl Wiederwahl zum Präsidenten | [ 15 ]               |
| 2009–2018   | Mitglied mit Befähigung zum Richteramt  | Peter Mailänder          | 17. Juni 2009     | 105              | 117                | Wiederwahl | [ 15 ]               |
| 2009–2018   | Mitglied ohne Befähigung zum Richteramt | Leni Breymaier           | 17. Juni 2009     | 98               | 117                | Wiederwahl vorzeitiger Rücktritt zum 20. September 2016 | [ 15 ] [ 43 ]        |
| 2009–2018   | Mitglied ohne Befähigung zum Richteramt | Rosa-Maria Reiter        | 14. Dezember 2016 | 53               | 133                | im zweiten Wahlgang gewählt mit 40 Nein-Stimmen und 39 Enthaltungen                                                                                                | [ 43 ]               |
| 2012–2021   | Berufsrichter                           | Jürgen Gneiting          | 24. Mai 2012      | 115              | 124                | | [ 44 ] [ 45 ]        |
| 2012–2021   | Mitglied mit Befähigung zum Richteramt  | Christian Seiler         | 24. Mai 2012      | 119              | 124                | | [ 44 ] [ 45 ]        |
| 2012–2021   | Mitglied ohne Befähigung zum Richteramt | Nathalie Behnke          | 24. Mai 2012      | 101              | 117                | | [ 44 ] [ 45 ]        |
| 2015–2024   | Berufsrichter                           | Franz-Christian Mattes   | 8. Juli 2015      | 120              | 128                | Wiederwahl Wiederwahl zum Ständigen Stellvertreter des Präsidenten                                                                                                 | [ 44 ] [ 46 ]        |
| 2015–2024   | Mitglied mit Befähigung zum Richteramt  | Alexandra Fridrich       | 8. Juli 2015      | 120              | 128                | | [ 44 ] [ 46 ]        |
| 2015–2024   | Mitglied ohne Befähigung zum Richteramt | Wolfgang Jäger           | 8. Juli 2015      | 115              | 127                | Dritte Wiederwahl | [ 44 ] [ 46 ]        |
| 2018–2027   | Berufsrichter                           | Malte Graßhof            | 6. Juni 2018      | 123              | 130                | | [ 44 ] [ 14 ]        |
| 2018–2027   | Mitglied mit Befähigung zum Richteramt  | Sintje Leßner            | 6. Juni 2018      | 120              | 130                | | [ 44 ] [ 14 ]        |
| 2018–2027   | Mitglied ohne Befähigung zum Richteramt | Sabine Reger             | 14. Juni 2018     | 30               | 131                | im zweiten Wahlgang gewählt mit 28 Nein-Stimmen und 65 Enthaltungen verstorben am 5. Januar 2024                                                                   | [ 44 ] [ 14 ] [ 47 ] |
| 2018–2027   | Mitglied ohne Befähigung zum Richteramt | Rami Suliman             | 15. Mai 2024      | 122              | 124                | | [ 44 ] [ 48 ]        |
| 2021–2030   | Berufsrichter                           | Jürgen Gneiting          | 1. Juli 2021      | 126              | 145                | Wiederwahl | [ 44 ] [ 49 ]        |
| 2021–2030   | Mitglied mit Befähigung zum Richteramt  | Christian Seiler         | 1. Juli 2021      | 123              | 145                | Wiederwahl | [ 44 ] [ 49 ]        |
| 2021–2030   | Mitglied ohne Befähigung zum Richteramt | Gabriele Abels           | 1. Juli 2021      | 129              | 145                | | [ 44 ] [ 49 ]        |
| 2024–2033   | Berufsrichter                           | Daniel O’Sullivan        | 18. Juli 2024     | 125              | 141                | Wahl zum Ständigen Stellvertreter des Präsidenten |                      |
| 2024–2033   | Mitglied mit Befähigung zum Richteramt  | Silja Vöneky             | 18. Juli 2024     | 124              | 141                | |                      |
| 2024–2033   | Mitglied ohne Befähigung zum Richteramt | Gunter Czisch            | 18. Juli 2024     | 123              | 141                | |                      |

## Stellvertretende Mitglieder
Bisher hat der Landtag von Baden-Württemberg folgende Stellvertretende Mitglieder in den Verfassungsgerichtshof/Staatsgerichtshofs für das Land Baden-Württemberg gewählt:
| Wahlperiode | Gruppe                                                    | Name                    | Wahl zum Richter   | Wahl zum Richter | Wahl zum Richter   | Bemerkung                                                                                              | Q                    |
| Wahlperiode | Gruppe                                                    | Name                    | am …               | Ja-Stimmen       | Abgegebene Stimmen | Bemerkung                                                                                              | Q                    |
| ----------- | --------------------------------------------------------- | ----------------------- | ------------------ | ---------------- | ------------------ | --- | -------------------- |
| 1955–1958   | Stellvertretender Berufsrichter                           | Robert Weber            | 22. Juni 1955      | 70               | 80                 | | [ 2 ]                |
| 1955–1958   | Stellvertretendes Mitglied mit Befähigung zum Richteramt  | Franz Ruisinger         | 22. Juni 1955      | 72               | 83                 | | [ 2 ]                |
| 1955–1958   | Stellvertretendes Mitglied ohne Befähigung zum Richteramt | Hans Hege               | 22. Juni 1955      | 66               | 86                 | | [ 2 ]                |
| 1955–1961   | Stellvertretender Berufsrichter                           | Johannes Eckert         | 22. Juni 1955      | 72               | 80                 | | [ 2 ]                |
| 1955–1961   | Stellvertretendes Mitglied mit Befähigung zum Richteramt  | Walter Münch            | 22. Juni 1955      | 72               | 83                 | | [ 2 ]                |
| 1955–1961   | Stellvertretendes Mitglied ohne Befähigung zum Richteramt | Ernst Steinbach         | 22. Juni 1955      | 71               | 86                 | | [ 2 ]                |
| 1955–1964   | Stellvertretender Berufsrichter                           | Hermann Alfred Bendel   | 22. Juni 1955      | 72               | 80                 | | [ 2 ]                |
| 1955–1964   | Stellvertretendes Mitglied mit Befähigung zum Richteramt  | Karl Becker             | 22. Juni 1955      | 70               | 83                 | | [ 2 ]                |
| 1955–1964   | Stellvertretendes Mitglied ohne Befähigung zum Richteramt | Eugen Klaussner         | 22. Juni 1955      | 71               | 86                 | | [ 2 ]                |
| 1958–1967   | Stellvertretender Berufsrichter                           | Robert Weber            | 4. Juni 1958       | 79               | 104                | Wiederwahl vorzeitiger Rücktritt Ende 1959 wegen Wahl zum Oberbürgermeister von Heidelberg             | [ 4 ] [ 50 ]         |
| 1958–1967   | Stellvertretender Berufsrichter                           | Hermann Huber           | 20. Januar 1960    | 71               | 73                 | | [ 50 ]               |
| 1958–1967   | Stellvertretendes Mitglied mit Befähigung zum Richteramt  | Franz Ruisinger         | 4. Juni 1958       | 90               | 104                | Wiederwahl                                                                                             | [ 4 ]                |
| 1958–1967   | Stellvertretendes Mitglied ohne Befähigung zum Richteramt | Hans Hege               | 4. Juni 1958       | 91               | 104                | Wiederwahl vorzeitiger Rücktritt zum 16. Juni 1964 aus Altersgründen                                   | [ 4 ]                |
| 1958–1967   | Stellvertretendes Mitglied ohne Befähigung zum Richteramt | Carl Linder             | 16. Juli 1964      | 90               | 91                 | | [ 5 ]                |
| 1961–1970   | Stellvertretender Berufsrichter                           | Johannes Eckert         | 19. Mai 1961       | 62               | 65                 | Wiederwahl                                                                                             | [ 23 ]               |
| 1961–1970   | Stellvertretendes Mitglied mit Befähigung zum Richteramt  | Walter Münch            | 19. Mai 1961       | 53               | 62                 | Wiederwahl                                                                                             | [ 23 ]               |
| 1961–1970   | Stellvertretendes Mitglied ohne Befähigung zum Richteramt | Ernst Steinbach         | 19. Mai 1961       | 57               | 66                 | Wiederwahl                                                                                             | [ 23 ]               |
| 1964–1973   | Stellvertretender Berufsrichter                           | Edmund Wetzel           | 16. Juli 1964      | 88               | 91                 | | [ 5 ]                |
| 1964–1973   | Stellvertretendes Mitglied mit Befähigung zum Richteramt  | Karl Becker             | 16. Juli 1964      | 90               | 93                 | Wiederwahl                                                                                             | [ 5 ]                |
| 1964–1973   | Stellvertretendes Mitglied ohne Befähigung zum Richteramt | Eugen Klaussner         | 16. Juli 1964      | 90               | 91                 | Wiederwahl                                                                                             | [ 5 ]                |
| 1967–1976   | Stellvertretender Berufsrichter                           | Helmut Horn             | 22. Juni 1967      | 69               | 71                 | 24. Juni 1976 Wechsel in die Gruppe der Berufsrichter und Wahl zum Ständigen Vertreter des Präsidenten | [ 17 ]               |
| 1967–1976   | Stellvertretendes Mitglied mit Befähigung zum Richteramt  | Franz Ruisinger         | 22. Juni 1967      | 65               | 71                 | Zweite Wiederwahl                                                                                      | [ 17 ]               |
| 1967–1976   | Stellvertretendes Mitglied ohne Befähigung zum Richteramt | Carl Linder             | 22. Juni 1967      | 69               | 71                 | Wiederwahl                                                                                             | [ 17 ]               |
| 1970–1979   | Stellvertretender Berufsrichter                           | Heinz Steinle           | 18. Juni 1970      | 77               | 85                 | | [ 6 ]                |
| 1970–1979   | Stellvertretendes Mitglied mit Befähigung zum Richteramt  | Walter Münch            | 18. Juni 1970      | 81               | 88                 | Zweite Wiederwahl                                                                                      | [ 6 ]                |
| 1970–1979   | Stellvertretendes Mitglied ohne Befähigung zum Richteramt | Ernst Steinbach         | 18. Juni 1970      | 80               | 89                 | Zweite Wiederwahl                                                                                      | [ 6 ]                |
| 1973–1982   | Stellvertretender Berufsrichter                           | Peter Rößler            | 28. Juni 1973      | 94               | 95                 | 24. Januar 1975 Wechsel in die Gruppe der Berufsrichter                                                | [ 29 ]               |
| 1973–1982   | Stellvertretender Berufsrichter                           | Eugen Buri              | 24. Januar 1975    | 67               | 70                 | | [ 18 ]               |
| 1973–1982   | Stellvertretendes Mitglied mit Befähigung zum Richteramt  | Trudpert Müller         | 28. Juni 1973      | 98               | 103                | | [ 29 ]               |
| 1973–1982   | Stellvertretendes Mitglied ohne Befähigung zum Richteramt | Eugen Klaussner         | 28. Juni 1973      | 95               | 101                | lehnte Wahl ab                                                                                         | [ 29 ] [ 51 ]        |
| 1973–1982   | Stellvertretendes Mitglied ohne Befähigung zum Richteramt | Günter Barié            | 5. Juli 1974       | 58               | 90                 | | [ 51 ]               |
| 1976–1985   | Stellvertretender Berufsrichter                           | Gottfried Wetterich     | 24. Juni 1976      | 107              | 108                | | [ 7 ]                |
| 1976–1985   | Stellvertretendes Mitglied mit Befähigung zum Richteramt  | Franz Ruisinger         | 24. Juni 1976      | 89               | 89                 | Dritte Wiederwahl                                                                                      | [ 7 ]                |
| 1976–1985   | Stellvertretendes Mitglied ohne Befähigung zum Richteramt | Wilhelm Koch            | 24. Juni 1976      | 87               | 89                 | | [ 7 ]                |
| 1979–1988   | Stellvertretender Berufsrichter                           | Heinz Steinle           | 19. Juli 1979      | 104              | 106                | Wiederwahl verstorben am 3. Januar 1980                                                                | [ 8 ] [ 52 ]         |
| 1979–1988   | Stellvertretender Berufsrichter                           | Lothar Freund           | 22. April 1980     | 88               | 110                | 9. November 1983 Wechsel in die Gruppe der Berufsrichter                                               | [ 9 ] [ 52 ]         |
| 1979–1988   | Stellvertretender Berufsrichter                           | Karl-Heinz Knauber      | 9. November 1983   | 76               | 78                 | | [ 9 ]                |
| 1979–1988   | Stellvertretendes Mitglied mit Befähigung zum Richteramt  | Walter Münch            | 19. Juli 1979      | 90               | 107                | Dritte Wiederwahl                                                                                      | [ 8 ]                |
| 1979–1988   | Stellvertretendes Mitglied ohne Befähigung zum Richteramt | Ernst Steinbach         | 19. Juli 1979      | 81               | 107                | Dritte Wiederwahl verstorben am 7. Juni 1984                                                           | [ 8 ]                |
| 1979–1988   | Stellvertretendes Mitglied ohne Befähigung zum Richteramt | Eberhard Jüngel         | 7. Februar 1985    | 71               | 71                 | | [ 53 ]               |
| 1982–1991   | Stellvertretender Berufsrichter                           | Herbert Tröndle         | 26. Mai 1982       | 85               | 92                 | | [ 32 ]               |
| 1982–1991   | Stellvertretendes Mitglied mit Befähigung zum Richteramt  | Thomas Oppermann        | 26. Mai 1982       | 90               | 92                 | 10. Juli 1985 Wechsel in die Gruppe der Mitglieder mit Befähigung zum Richteramt                       | [ 32 ]               |
| 1982–1991   | Stellvertretendes Mitglied mit Befähigung zum Richteramt  | Ulrich Gauß             | 30. Januar 1986    | 87               | 88                 | | [ 54 ]               |
| 1982–1991   | Stellvertretendes Mitglied ohne Befähigung zum Richteramt | Marianne Schultz-Hector | 26. Mai 1982       | 90               | 92                 | vorzeitiger Rücktritt zum 13. Mai 1984 wegen Einzug in den Landtag von Baden-Württemberg               | [ 32 ]               |
| 1982–1991   | Stellvertretendes Mitglied ohne Befähigung zum Richteramt | Sigrun Löwisch          | 18. Oktober 1984   | 96               | 110                | 10. Juli 1985 Wechsel in die Gruppe Mitglied ohne Befähigung zum Richteramt                            | [ 55 ] [ 33 ]        |
| 1982–1991   | Stellvertretendes Mitglied ohne Befähigung zum Richteramt | Dieter Walther          | 30. Januar 1986    | 90               | 90                 | | [ 54 ]               |
| 1985–1994   | Stellvertretender Berufsrichter                           | Karlmann Geiß           | 10. Juli 1985      | 106              | 111                | 19. Oktober 1988 Wechsel in die Gruppe der Berufsrichter                                               | [ 33 ] [ 10 ]        |
| 1985–1994   | Stellvertretender Berufsrichter                           | Heinz Jordan            | 19. Oktober 1988   | 102              | 109                | 4. Juli 1991 Wechsel in die Gruppe der Berufsrichter                                                   | [ 10 ]               |
| 1985–1994   | Stellvertretender Berufsrichter                           | Roland Hauser           | 19. September 1991 | 75               | 86                 | | [ 56 ]               |
| 1985–1994   | Stellvertretendes Mitglied mit Befähigung zum Richteramt  | Rudolf Schieler         | 10. Juli 1985      | 107              | 111                | 19. Oktober 1988 Wechsel in die Gruppe der Mitglieder mit Befähigung zum Richteramt                    | [ 33 ] [ 10 ]        |
| 1985–1994   | Stellvertretendes Mitglied mit Befähigung zum Richteramt  | Alexander Roßnagel      | 19. Oktober 1988   | 86               | 110                | | [ 10 ]               |
| 1985–1994   | Stellvertretendes Mitglied ohne Befähigung zum Richteramt | Günter Altner           | 10. Juli 1985      | 100              | 111                | | [ 33 ]               |
| 1988–1997   | Stellvertretender Berufsrichter                           | Karl-Heinz Knauber      | 19. Oktober 1988   | 102              | 109                | Wiederwahl vorzeitiger Rücktritt zum 22. Juni 1990                                                     | [ 10 ] [ 57 ]        |
| 1988–1997   | Stellvertretender Berufsrichter                           | Michael Hund            | 12. Dezember 1990  | 72               | 75                 | | [ 57 ]               |
| 1988–1997   | Stellvertretendes Mitglied mit Befähigung zum Richteramt  | Martin Dietrich         | 19. Oktober 1988   | 104              | 110                | | [ 10 ]               |
| 1988–1997   | Stellvertretendes Mitglied ohne Befähigung zum Richteramt | Eberhard Jüngel         | 19. Oktober 1988   | 104              | 110                | Wiederwahl                                                                                             | [ 10 ]               |
| 1991–2000   | Stellvertretender Berufsrichter                           | Siegfried Kasper        | 4. Juli 1991       | 92               | 93                 | | [ 11 ]               |
| 1991–2000   | Stellvertretendes Mitglied mit Befähigung zum Richteramt  | Ulrich Gauß             | 4. Juli 1991       | 92               | 93                 | Wiederwahl                                                                                             | [ 11 ]               |
| 1991–2000   | Stellvertretendes Mitglied ohne Befähigung zum Richteramt | Dieter Walther          | 4. Juli 1991       | 92               | 93                 | Wiederwahl                                                                                             | [ 11 ]               |
| 1994–2003   | Stellvertretender Berufsrichter                           | Roland Hauser           | 16. Juni 1994      | 106              | 110                | Wiederwahl                                                                                             | [ 13 ]               |
| 1994–2003   | Stellvertretendes Mitglied mit Befähigung zum Richteramt  | Alexander Roßnagel      | 16. Juni 1994      | 91               | 110                | Wiederwahl                                                                                             | [ 13 ]               |
| 1994–2003   | Stellvertretendes Mitglied ohne Befähigung zum Richteramt | Günter Altner           | 16. Juni 1994      | 100              | 109                | Wiederwahl                                                                                             | [ 13 ]               |
| 1997–2006   | Stellvertretender Berufsrichter                           | Michael Hund            | 16. Juli 1997      | 102              | 102                | Wiederwahl                                                                                             | [ 38 ]               |
| 1997–2006   | Stellvertretendes Mitglied mit Befähigung zum Richteramt  | Martin Dietrich         | 16. Juli 1997      | 110              | 116                | Zweite Wiederwahl 17. Dezember 1997 Wechsel in die Gruppe der Mitglieder mit Befähigung zum Richteramt | [ 38 ] [ 35 ] [ 58 ] |
| 1997–2006   | Stellvertretendes Mitglied mit Befähigung zum Richteramt  | Manfred Oechsle         | 7. Mai 1998        | 106              | 131                | | [ 58 ]               |
| 1997–2006   | Stellvertretendes Mitglied ohne Befähigung zum Richteramt | Eberhard Jüngel         | 16. Juli 1997      | 119              | 122                | Zweite Wiederwahl                                                                                      | [ 38 ]               |
| 2000–2009   | Stellvertretender Berufsrichter                           | Siegfried Kasper        | 29. Juni 2000      | 87               | 107                | Wiederwahl                                                                                             | [ 20 ]               |
| 2000–2009   | Stellvertretendes Mitglied mit Befähigung zum Richteramt  | Robert Maus             | 29. Juni 2000      | 87               | 107                | | [ 20 ]               |
| 2000–2009   | Stellvertretendes Mitglied ohne Befähigung zum Richteramt | Adelheid Kiesinger      | 29. Juni 2000      | 90               | 107                | | [ 20 ]               |
| 2003–2012   | Stellvertretender Berufsrichter                           | Franz-Christian Mattes  | 25. Juni 2003      | 88               | 93                 | 26. Juli 2006 Wahl in die Gruppe der Berufsrichter                                                     | [ 41 ]               |
| 2003–2012   | Stellvertretender Berufsrichter                           | Werner Stichs           | 26. Juli 2006      | 116              | 123                | | [ 21 ]               |
| 2003–2012   | Stellvertretendes Mitglied mit Befähigung zum Richteramt  | Alexander Roßnagel      | 25. Juni 2003      | 86               | 93                 | Zweite Wiederwahl                                                                                      | [ 41 ]               |
| 2003–2012   | Stellvertretendes Mitglied ohne Befähigung zum Richteramt | Rita Grießhaber         | 25. Juni 2003      | 86               | 95                 | | [ 41 ]               |
| 2006–2015   | Stellvertretender Berufsrichter                           | Michael Hund            | 26. Juli 2006      | 115              | 123                | Zweite Wiederwahl vorzeitiger Rücktritt zum 31. Mai 2007                                               | [ 21 ]               |
| 2006–2015   | Stellvertretender Berufsrichter                           | Bernhard Ruetz          | 26. Juli 2007      | 114              | 115                | verstorben am 28. Dezember 2008                                                                        | [ 59 ] [ 60 ]        |
| 2006–2015   | Stellvertretender Berufsrichter                           | Heinz Wöstmann          | 18. März 2009      | 109              | 109                | | [ 60 ]               |
| 2006–2015   | Stellvertretendes Mitglied mit Befähigung zum Richteramt  | Norbert Nothhelfer      | 26. Juli 2006      | 116              | 124                | | [ 21 ]               |
| 2006–2015   | Stellvertretendes Mitglied ohne Befähigung zum Richteramt | Hermann Seimetz         | 26. Juli 2006      | 117              | 123                | | [ 21 ]               |
| 2009–2018   | Stellvertretender Berufsrichter                           | Friedrich Unkel         | 17. Juni 2009      | 105              | 117                | | [ 15 ]               |
| 2009–2018   | Stellvertretendes Mitglied mit Befähigung zum Richteramt  | Robert Maus             | 17. Juni 2009      | 109              | 118                | Wiederwahl                                                                                             | [ 15 ]               |
| 2009–2018   | Stellvertretendes Mitglied ohne Befähigung zum Richteramt | Adelheid Kiesinger      | 17. Juni 2009      | 105              | 117                | Wiederwahl                                                                                             | [ 15 ]               |
| 2012–2021   | Stellvertretender Berufsrichter                           | Ulrich Hebenstreit      | 24. Mai 2012       | 113              | 124                | | [ 44 ] [ 45 ]        |
| 2012–2021   | Stellvertretendes Mitglied mit Befähigung zum Richteramt  | Bettina Backes          | 24. Mai 2012       | 111              | 124                | | [ 44 ] [ 45 ]        |
| 2012–2021   | Stellvertretendes Mitglied ohne Befähigung zum Richteramt | Christian Rath          | 24. Mai 2012       | 112              | 123                | | [ 44 ] [ 45 ]        |
| 2015–2024   | Stellvertretender Berufsrichter                           | Heinz Wöstmann          | 8. Juli 2015       | 121              | 128                | Wiederwahl                                                                                             | [ 44 ] [ 46 ]        |
| 2015–2024   | Stellvertretendes Mitglied mit Befähigung zum Richteramt  | Birgitt Bender          | 8. Juli 2015       | 98               | 128                | | [ 44 ] [ 46 ]        |
| 2015–2024   | Stellvertretendes Mitglied ohne Befähigung zum Richteramt | Ulrich Mack             | 8. Juli 2015       | 117              | 127                | | [ 44 ] [ 46 ]        |
| 2018–2027   | Stellvertretender Berufsrichter                           | Friedrich Unkel         | 6. Juni 2018       | 122              | 130                | Wiederwahl                                                                                             | [ 44 ] [ 14 ]        |
| 2018–2027   | Stellvertretendes Mitglied mit Befähigung zum Richteramt  | Ulrich Lusche           | 6. Juni 2018       | 118              | 129                | | [ 44 ] [ 14 ] [ 47 ] |
| 2018–2027   | Stellvertretendes Mitglied ohne Befähigung zum Richteramt | Rupert Metzler          | 6. Juni 2018       | 114              | 127                | | [ 44 ] [ 14 ]        |
| 2021–2030   | Stellvertretender Berufsrichter                           | Simone Wiegand          | 1. Juli 2021       | 128              | 145                | | [ 44 ] [ 49 ]        |
| 2021–2030   | Stellvertretendes Mitglied mit Befähigung zum Richteramt  | Bettina Backes          | 1. Juli 2021       | 124              | 145                | Wiederwahl                                                                                             | [ 44 ] [ 49 ]        |
| 2021–2030   | Stellvertretendes Mitglied ohne Befähigung zum Richteramt | Bert Matthias Gärtner   | 21. Juli 2021      | 37               | 148                | im dritten Wahlgang gewählt mit 32 Nein-Stimmen und 77 Enthaltungen                                    | [ 44 ] [ 61 ] [ 62 ] |
| 2024–2033   | Stellvertretender Berufsrichter                           | Jens Hofmann            | 18. Juli 2024      | 124              | 141                | |                      |
| 2024–2033   | Stellvertretendes Mitglied mit Befähigung zum Richteramt  | Fruzsina Molnár-Gábor   | 18. Juli 2024      | 121              | 141                | |                      |
| 2024–2033   | Stellvertretendes Mitglied ohne Befähigung zum Richteramt | Annette Noller          | 18. Juli 2024      | 121              | 141                | |                      |

Bis 18. Juli 2024 wurden von 97 möglichen Besetzungen elf Mal Frauen als stellvertretende Mitglieder gewählt. Unter den stellvertretenden Berufsrichtern gab es bisher eine Frau.